# Pachyuromys duprasi
Pachyuromys duprasi är en gnagare i underfamiljen ökenråttor och den enda arten i sitt släkte.

## Beskrivning
Arten lever i norra Afrika i tre från varandra skilda utbredningsområden. Det första området ligger i Atlasbergen och angränsande region och de två andra områdena finns i norra Egypten. Habitatet utgörs av öknar och halvöknar, men inga sandöknar.
Djuret når en kroppslängd (huvud och bål) av 10,5 till 13,5 cm och därtill kommer en 4,5 till 6 cm lång svans. Arten kännetecknas av den tjocka svansen som liknar en klubba. Pälsen har på ryggen en ljusbrun till gulgrå färg och är vit buken vitaktig. Bakom varje öra finns en vit fläck. Alla tår är utrustade med klor.
Pachyuromys duprasi livnär sig främst av insekter. Honor i fångenskap parade sig hela året och efter 19 till 24 dagars dräktighet föddes oftast tre till fem ungar. Ibland fanns upp till nio ungar i kullen. Ungarna dias cirka en månad och två månader efter födelsen blir de könsmogna. En individ blev med människans vård 4,5 år gammal.